# Andrés Martínez y Vargas
Andrés Martínez Vargas (Barbastro, 1861 - Barcelona, 1948), catedràtic de Pediatria a la Universitat de Barcelona i rector de la mateixa universitat 1923-1927

## Biografia
Andrés Martínez Vargas va néixer a Barbastro (Osca) el 27 d'octubre de l'any 1861.
Va cursar estudis de Medicina a Saragossa, llicenciant-se als 19 anys. Amplià els seus coneixements a Madrid i Nova York, on va realitzar l'especialitat de pediatria amb Jacobi. Més endavant també viatjà a Mèxic, fins que el 1888 tornà a Espanya, on aconseguí la càtedra de Malalties de la Infantesa a Granada.
Més tard va obtenir la càtedra de Pediatria a la Universitat de Barcelona, de la que va ser rector (1923-1927) substituint Carulla quan va ser destituït per Primo de Rivera.
Durant la guerra civil es va traslladar a Pamplona, on va treballar com a metge de sala i cap de cirurgia de l'hospital “Alfonso Carlos”. El Col·legi de Metges de Navarra el va nombrar soci honorari (1937) i el Govern li va concedir el títol de Caballero de la Orden de Alfonso X el Sabio (1941).
Considerat l'impulsor de la medicina infantil a Espanya fos com a professor, escriptor, conferenciant o metge. Les seves intervencions en congressos europeus de Pedologia, Pediatria i Puericultura van ser cèlebres. L'any 1900 funda la publicació La medicina de los niños que dirigeix fins al 1936.
L'any 1894 ingressa a la Real Academia de Medicina de Cataluña; el 1912 funda la Sociedad Española de Pediatría; el 1914 és l'organitzador i president del I Congreso Español de Pediatría; el 1916 funda l'Instituto Nipiológico amb l'objectiu de reduir la mortalitat infantil.
L'any 1922 és senador electe per Osca i el 1923 és nomenat académic de Mèrit de la Real Academia Hispano-Americana de Ciencias y Artes i el 1926 Cavaller de la Legió d'Honor francesa.
Va morir a Barcelona el dia 26 de juliol de 1948.

## Publicacions
- Martínez y Vargas, Andrés. Discurso inaugural leído en la solemne apertura del curso académico de 1918 a 1919 ante el claustro de la Universidad de Barcelona. Barcelona : Tip. la Academica de Serra y Russell, 1918. Disponible a:Catàleg de les biblioteques de la UB

- Martínez y Vargas, Andrés. Enfermedades de la infancia : apuntes de la lecciones explicadas. Barcelona : Tip. La Publicidad, 1900. Disponible a:Catàleg de les biblioteques de la UB

- Martínez y Vargas, Andrés. Enfermedades del niño recién nacido. Barcelona : Ibérica, 1941. Disponible a:Catàleg de les biblioteques de la UB

- Martínez y Vargas, Andrés.  Historia de la Pediatria en España. Madrid : Valera, 1946-. Disponible a: Catàleg de les biblioteques de la UB

- Martínez y Vargas, Andrés. Maternidad y primera infancia. Barcelona : Tip. de Santiago Vives, 1930. Disponible a:Catàleg de les biblioteques de la UB

- Martínez y Vargas, Andrés. Matrología y puericultura. Barcelona : [s.n.], 1943. Disponible a:Catàleg de les biblioteques de la UB

- Martínez y Vargas, Andrés. Medicamentos inconvenientes en las pulmonías de los niños : la mejor terapéutica. Barcelona : Vives, 1901. Disponible a:Catàleg de les biblioteques de la UB

- Martínez y Vargas, Andrés. Tratado de Pediatria. Barcelona : J. Vives, 1915. Disponible a:Catàleg de les biblioteques de la UB